# Camolate
Camolate är en ort i Mexiko.   Den ligger i kommunen Zozocolco de Hidalgo och delstaten Veracruz, i den sydöstra delen av landet, 190 km öster om huvudstaden Mexico City. Camolate ligger 120 meter över havet och antalet invånare är 152.
Terrängen runt Camolate är kuperad åt sydväst, men åt nordost är den platt. Runt Camolate är det ganska tätbefolkat, med 72 invånare per kvadratkilometer. Närmaste större samhälle är Olintla, 18,5 km väster om Camolate. Omgivningarna runt Camolate är en mosaik av jordbruksmark och naturlig växtlighet.